# Église Saint-Pierre d'Ellon
Pour les articles homonymes, voir Église Saint-Pierre.
L'église Saint-Pierre est une église catholique située à Ellon, en France.

## Localisation
L'église est située dans le département français du Calvados, à l'est du petit bourg de la commune d'Ellon.

## Historique
Le clocher est classé au titre des monuments historiques depuis le 22 octobre 1913.